# اینترود
اینترود (به ایتالیایی: Introd) یک کومونه در ایتالیا است که در واله دائوستا واقع شده‌است.

## خصوصیات
اینترود ۲۰ کیلومترمربع مساحت و ۶۲۱ نفر جمعیت دارد و ۸۸۰ متر بالاتر از سطح دریا واقع شده‌است.